# Caudiès-de-Fenouillèdes
Caudiès-de-Fenouillèdes – miejscowość i gmina we Francji, w regionie Oksytania, w departamencie Pireneje Wschodnie.
Według danych na rok 1990 gminę zamieszkiwało 580 osób, a gęstość zaludnienia wynosiła 16 osób/km² (wśród 1545 gmin Langwedocji-Roussillon Caudiès-de-Fenouillèdes plasuje się na 481. miejscu pod względem liczby ludności, natomiast pod względem powierzchni na miejscu 126.). 

## Zabytki
Zabytki na terenie gminy posiadające status monument historique:
- kościół Notre-Dame de Laval (Église Notre-Dame de Laval)
- wieża Viguier (Tour du Viguier)

## Populacja

Populacja Caudiès-de-Fenouillèdes w latach 1962–2008